# النادي البحري الملكي بمليلية

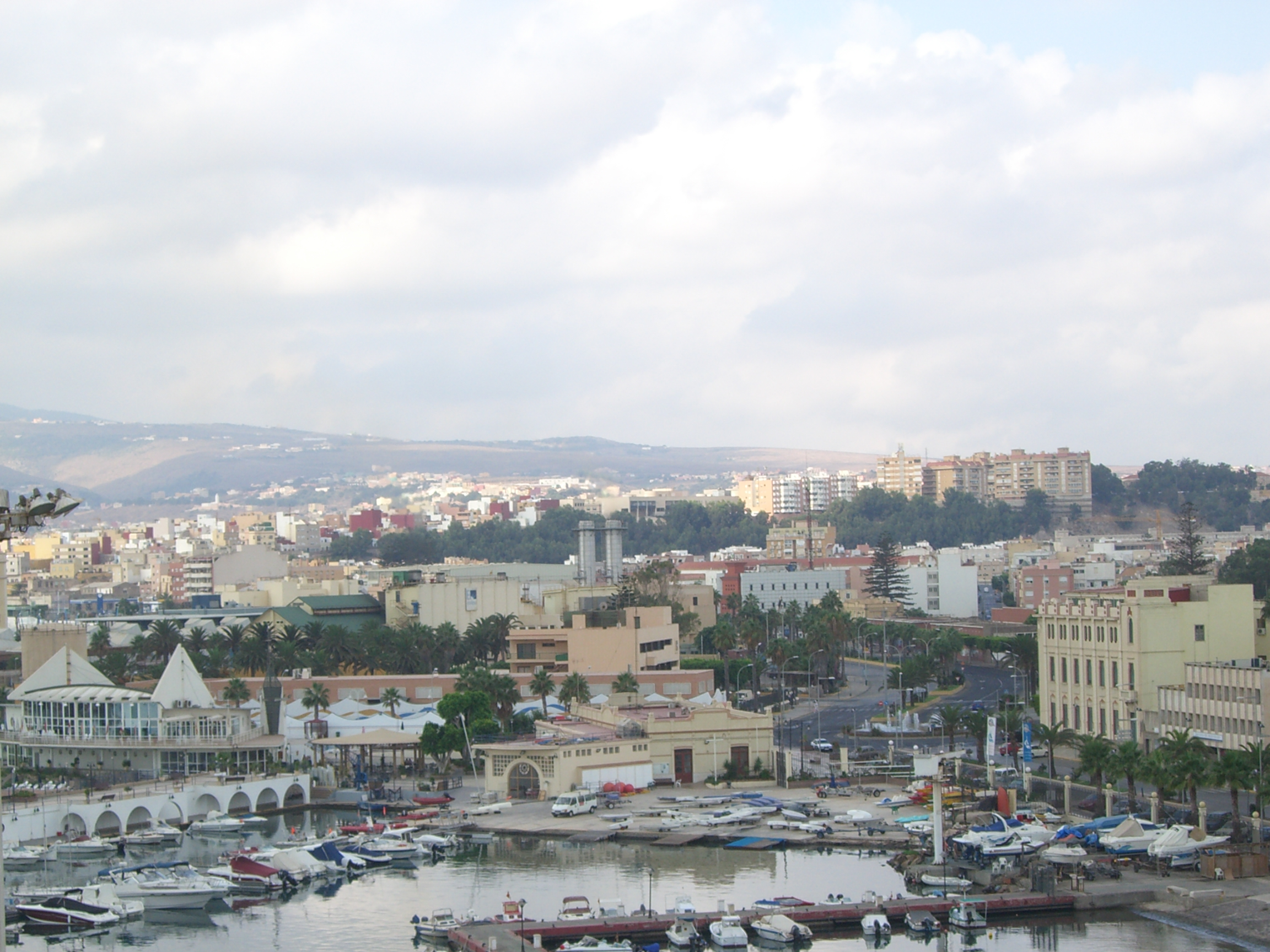
إطلالة على النادي.

ريال كلوب ماريتيمو دي مليلية ( RCMM ) هو نادي لليخوت يقع في مدينة مليلية المتمتعة بالحكم الذاتي بإسبانيا . لديها أكثر من 6000 عضو.
وهو ينتمي إلى الرابطة الإسبانية للأندية البحرية .

## تاريخ
تأسس في 6 مارس 1944 باسم نادي مليلية البحري ، وبامتياز من شركة SM منحه الملك خوان كارلوس الأول ، في 29 سبتمبر 2006، اللقب الملكي ، وغير اسمه إلى النادي الملكي الحالي ماريتيمو دي مليلية . 

## النشاط الرياضي
يضم مركز الأنشطة البحرية، الذي تم افتتاحه في عام 2001، أسطولًا خاصًا به من القوارب الشراعية ، بالإضافة إلى القوارب الخاصة للأعضاء، والتي تشمل فئات Optimist و Laser و Snipe و Gamba وBrenta. بالإضافة إلى ذلك، يوجد أيضًا قوارب لممارسة الرياضات الأخرى مثل التجديف بالكاياك أو ركوب الأمواج شراعيًا.
وهي تنظم سباق القوارب الشراعية سنويًا، كما نظمت العديد من المسابقات، أبرزها ما يلي:
- كأس إسبانيا لفئة المتفائل عام 2006
- كأس الرابطة الإسبانية للأندية البحرية عام 2009
- البطولة الاسبانية لفئة القناصة عام 2013

تم إعلان أزول سانشيز بطلة العالم في تكنو 293 ( ركوب الأمواج ) في فئة الإناث تحت 17 عامًا في عام 2022.